# Šimpanz
Šimpanz (Pan) je člověku blízce příbuzný lidoop z čeledi hominidů, patřících do řádu primátů. Do tohoto rodu se řadí dva žijící zástupci: šimpanz učenlivý a šimpanz bonobo. Oba druhy žijí v Africe. Šimpanze učenlivého pokrývá černá nebo šedá srst, s výjimkou uší, tváří, dlaní a chodidel. Tváře jsou obvykle růžové, s věkem tmavnou až zčernají. Bonobo je o něco menší, s lehčí tělesnou stavbou, menšími zuby a tmavšími tvářemi. Uši mu překrývají chomáče chlupů. Jsou to všežravci.

## Popis
Šimpanz je náš nejbližší žijící příbuzný. Náš společný předek s šimpanzem totiž žil před 5–6 miliony lety. Ukazují na to tělesná stavba, jeho genom, chování i inteligence, stejně jako doklady evoluce známé z fosilií. Maximální věk šimpanzů může přesáhnout v zajetí 50 let. Nejstarší jedinec šimpanze učenlivého se v zajetí dožil téměř 60 let.
Šimpanzi váží mezi 30–⁠60 kilogramy a měří kolem 1,2 metru. Tělo šimpanze je celé, s výjimkou obličeje a dlaní, pokryto černou nebo hnědou srstí, s přibývajícím věkem ale ubývá srsti na hlavě a srst na zádech šediví.

## Chování
Šimpanzi jsou aktivní hlavně ve dne. Po rozbřesku vyrážejí za potravou a většinu času tráví přijímáním potravy, odpočinkem a pohybem. Podobně jako gorily dávají přednost pohybu na zemi před lezením po stromech. Kráčejí po všech čtyřech končetinách. Na noc si po gorilím způsobu každý dospělý staví hnízdo k odpočinku. Naláme si a ohne větve s listy a splete je dohromady. Zde zůstává a spí až do rána.
U šimpanzů více než u ostatních živočichů můžeme vysledovat lidské aspekty chování. Zahrnují starost o blízké osoby, spolupracují při lovu, dělí se o potravu, udržují dlouhotrvající přátelské svazky, jsou schopni se učit po celý život stejně učením získávat dovednosti, umějí používat nástroje, společně řeší problémy a díky dlouhotrvající paměti zaznamenávají jedince, místa a události. Šimpanzi si rovněž dokážou uvědomit sami sebe. Na rozdíl od většiny ostatních zvířat poznají, že odraz v zrcadle jsou oni sami, a nikoliv jiný šimpanz.
Šimpanzi vedou nejsložitější společenský život ze všech lidoopů, nepočítaje v to člověka. Ovládají širokou škálu výrazů tváří, tělesných póz, gest, posunků, signálů a zvuků. Na řešení jednoduchého problému v přírodě i v lidské péči dokážou spolupracovat. Vytvářejí a používají jednoduché nástroje. Nevytváří ale ostré kamenné nástroje, jak to dělali lidé v době kamenné.
Přestože se šimpanzi většinou chovají mírně a ohleduplně, jsou to velmi silní živočichové, kteří občas mohou někoho poranit. Dospělý samec šimpanze má mnohem větší sílu než dospělý muž. K tomu je vybaven širokým hrudníkem a mimořádně svalnatými pažemi. Samci šimpanzů často vyhledávají souboje nebo teritoriální potyčky. S lehkostí zvedají a házejí velké kameny nebo kmeny. Někdy vytvoří přepadovou skupinu, která uloví a roztrhá na kusy zvíře, například opici, nebo uspořádají hon na sousední nepřátelskou skupinu, při kterém mohou samce zabít nebo samice unést. Většina šimpanzích tlup má asi 20 až 50 členů s jedním nebo dvěma velkými, vedoucími samci, několika mladými samci a samicemi s mláďaty. Byly popsány případy, kdy takovéto útoky v průběhu několika let vedly k vybití sousední tlupy. Válčení šimpanzů je však běžnější, než se dříve myslelo, a nesouvisí s vlivem člověka. Šimpanz se také dopouští kanibalismu.

## Ekologie a chování

### Potrava
Hlavní potravu tvoří plody stromů. Šimpanz jí 4–5 hodin denně. K dalším pochoutkám patří čerstvě vyrašené listí, semena, měkká kůra, míza, vejce, šťavnatá pryskyřice a květy. Občas také kamenem rozlouskne skořápky ořechů a jiných plodů.
Šimpanzi jsou převážně vegetariáni, ale konzumují také živočichy. K lahůdkám z živočišné říše patří termiti, mravenci a housenky. Když šimpanz najde termitiště nebo mraveniště, použije klacík k jeho prozkoumání. Pokud je větvička dostatečně plná chutných soust, šimpanz ji vytáhne a hmyz slízne. Skupina šimpanzů příležitostně spolupracuje při lovu větších ptáků a savců včetně mladých prasat, opic a antilop. Spolupracují i na následné hostině.

### Rozmnožování
Šimpanzi se rozmnožují celoročně. V období říje se samice páří s několika samci, obvykle bez větších náznaků rivality v rámci tlupy. Samice šimpanzů mají podobně jako lidé menstruační cyklus a mimo období březosti přicházejí do říje pravidelně každých cca 37 dní. Samice je březí osm měsíců, poté porodí nejčastěji jedno mládě.
Mládě je po narození téměř bezmocné a drží se na matčině břiše až věku šesti měsíců, poté jezdí matce na zádech až do věku tří až pěti let. V jednom roce váží přibližně devět kilogramů, ale ještě další dva roky je závislé na matce. Mladý, asi čtyřletý šimpanz tráví většinu času se svými vrstevníky. Od tohoto věku se do osmi až deseti let musí naučit, jak se vyhnout nebezpečí, kde si hledat potravu a jak se má v tlupě chovat .

## Rozšíření

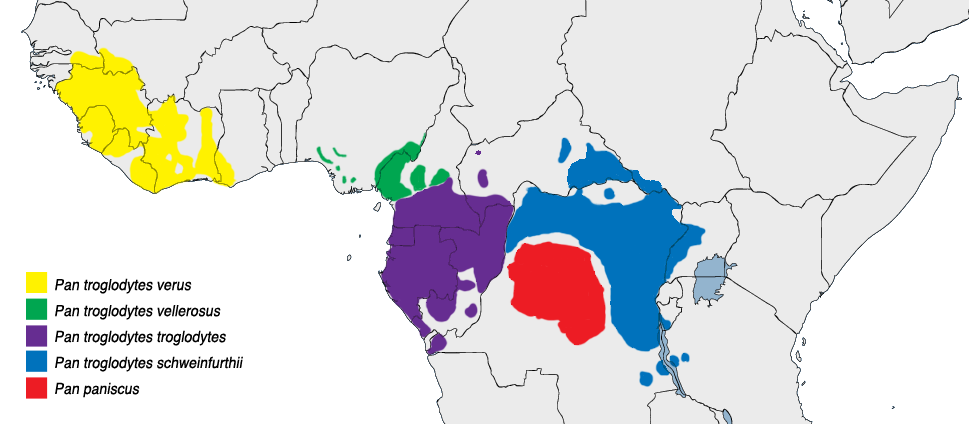
Rozšíření šimpanzů

Domovem šimpanze učenlivého je západní a střední Afrika, od Senegalu po Tanzanii, hlavně v Konžské republice, Gabonu, Kamerunu. Bonobo žije ve střední Africe, výhradně v Konžské demokratické republice jižně od řeky Kongo. Ideálním domovem šimpanzů jsou africké tropické oblasti s ovocnými stromy. 

## Ohrožení
Počty šimpanzů v posledních letech rychle klesají ve všech oblastech jejich přírodního výskytu. Hlavní příčinou tohoto poklesu je ničení životního prostředí kvůli těžbě dřeva a zemědělství a nezákonný lov. Mnohé zbytkové populace jsou malé a oddělené, a tím se stávají velice zranitelnými. Stavy šimpanzů bonobů nejsou příliš známy, je vzácnější než jeho větší příbuzný šimpanz učenlivý a jeho životní prostředí rovněž nejvíce ohrožuje komerční těžba dřeva. Ukazuje se však, že se šimpanz přizpůsobil novému prostředí a stavy mohou být ve skutečnosti větší.